# Gánh nặng ngàn cân của tài năng kiệt xuất
Gánh nặng ngàn cân của tài năng kiệt xuất (tiếng Anh: The Unbearable Weight of Massive Talent) là một bộ phim điện ảnh Mỹ thuộc thể loại hài – hành động – giật gân ra mắt vào năm 2022 do Tom Gormican làm đạo diễn kiêm viết kịch bản, với sự tham gia diễn xuất của các diễn viên gồm Nicolas Cage, Pedro Pascal, Sharon Horgan, Ike Barinholtz, Alessandra Mastronardi, Jacob Scipio, Neil Patrick Harris và Tiffany Haddish. Trong phim, Nicolas Cage vào vai phiên bản hư cấu của chính ông là Nick Cage, một ngôi sao lớn đang gặp khó khăn về tài chính phải tham gia một buổi tiệc sinh nhật của ông trùm tỷ phú Javi Gutierrez để nhận được khoản thù lao lớn, song đồng thời cũng phải đối mặt với những tình huống bất đắc dĩ khác xung quanh mình.
Được ghi hình từ ngày 5 tháng 10 đến ngày 24 tháng 11 năm 2020 tại Hungary và một số thành phố ở Dubrovnik, Croatia, Gánh nặng ngàn cân của tài năng kiệt xuất có buổi công chiếu tại South by Southwest vào ngày 12 tháng 3 năm 2022, sau đó được Lionsgate phát hành tại các cụm rạp ở Mỹ và Việt Nam vào ngày 22 tháng 4 cùng năm. Dù không thành công về mặt doanh thu khi chỉ thu về 29,1 triệu USD từ kinh phí sản xuất lên đến 30 triệu USD, song tác phẩm vẫn được giới chuyên môn khen ngợi sau khi ra mắt, đặc biệt là về diễn xuất của Cage và Pascal.

## Nội dung
Nick Cage là một ngôi sao lớn đang có hoàn cảnh chẳng khá khẩm hơn khi đang gặp nợ nần chồng chất và cuộc sống gia đình khổ cực. Để trang trải cuộc sống, ông đành phải dự tiệc sinh nhật của Javi Gutierrez – một ông trùm tỷ phú và là người hâm mộ ông – nhằm bỏ túi khoản thù lao béo bở lên đến 1 triệu USD. Thế nhưng, đằng sau vẻ ngoài lịch thiệp, Javi thực chất là một tên trùm buôn lậu khét tiếng và có sở thích giết người không ghê tay. Bị mắc kẹt giữa mức tiền hậu hĩnh và sự hỗ trợ từ cơ quan tình báo CIA, Nick Cage liên tiếp rơi vào vô số tình huống bất đắc dĩ, đặc biệt là phi vụ giải cứu gia đình của mình.

## Diễn viên
- Nicolas Cage trong vai Nick Cage
- Pedro Pascal trong vai Javi Gutierrez
- Sharon Horgan trong vai Olivia Henson
- Ike Barinholtz trong vai Martin Etten
- Alessandra Mastronardi trong vai Gabriela Lucchesi
- Jacob Scipio trong vai Carlos
- Lily Sheen trong vai Addy Cage
- Neil Patrick Harris trong vai Richard Fink
- Tiffany Haddish trong vai Vivian Etten